# Lithobius austriacus
Lithobius austriacus är en mångfotingart som först beskrevs av Karl Wilhelm Verhoeff 1937.  Lithobius austriacus ingår i släktet Lithobius och familjen stenkrypare.
Artens utbredningsområde är Slovenien. Inga underarter finns listade i Catalogue of Life.